# بريان مولوي
بريان مولوي (بالإنجليزية: Bryan B. Molloy)‏ هو كيميائي بريطاني، ولد في 30 مارس 1939 في بروتي فيري ‏ في المملكة المتحدة، وتوفي في 20 مايو 2004.